# Oreorchis angustata
Oreorchis angustata är en orkidéart som beskrevs av Louis Otho Otto Williams, Nicholas Pearce och Phillip James Cribb. Oreorchis angustata ingår i släktet Oreorchis och familjen orkidéer. Inga underarter finns listade i Catalogue of Life.